# Стационе ди Сан Деметрио (Л'Аквила)
Стационе ди Сан Деметрио (итал. Stazione di San Demetrio) је насеље у Италији у округу Л'Аквила, региону Абруцо.
Према процени из 2011. у насељу је живело 65 становника. Насеље се налази на надморској висини од 578 м.